# Ilyushin Il-12
L'Ilyushin Il-12 (in cirillico Ильюшин Ил-12, nome in codice NATO Coach) era un aereo da trasporto progettato dall'OKB 39 diretto da Sergej Vladimirovič Il'jušin e sviluppato in Unione Sovietica negli anni quaranta per la compagnia aerea nazionale Aeroflot.
Benché destinato principalmente all'aviazione civile, venne utilizzato anche in ambito militare dalle forze aeree di Unione Sovietica, Cina e Corea del Nord.

## Storia del progetto
Il suo obiettivo era di sostituire il Lisunov Li-2, una variante del Douglas DC-3 costruita su licenza. Il nuovo aeroplano manteneva il classico aspetto dei bimotori dell'epoca, con una struttura metallica, ali monoplane e piani di coda convenzionali. Una delle innovazioni salienti rispetto all'Li-2 consisteva nell'adozione del carrello triciclo, che permetteva una maggiore visibilità durante il rullaggio e l'atterraggio. Anche la superficie alare era maggiorata a causa dell'incremento di potenza.
L'Il-12 tenne il suo primo volo il 15 agosto 1945, mosso da due motori Diesel ACh-31 da 1.500 shp (1119 kW). Presto fu deciso di rimotorizzare l'aereo con i Shvetsov ASh-82 e in questa configurazione volò il 9 gennaio 1946
Durante i test furono riscontrati problemi significativi quali la vulnerabilità dei propulsori e la necessità di un montante nella parte posteriore della fusoliera per impedire il rovesciamento a causa del centro di gravità anomalo. Ulteriori inconvenienti furono dati dall'uso del magnesio nella zona dei motori che in caso d'incendio rendevano quest'ultimo incontrollabile, con danneggiamento della struttura alare. Questo problema fu alla causa di uno schianto con la perdita di tutti gli occupanti. Il magnesio fu quindi rimpiazzato da leghe di alluminio.
La fusoliera aveva un volume considerevole ed era dotata di otto oblò rettangolari per lato. L'equipaggio contava tre persone e l'apparecchio poteva trasportare 32 soldati, 32 paracadutisti o merci. C'era anche una versione civile che, sebbene fosse progettata per portare 32 passeggeri, era limitata da Aeroflot a 21, di cui 18 effettivamente imbarcati. Ne consegue che l'uso dell'Il-12 per questo servizio era antieconomico.
Complessivamente furono costruiti qualcosa come 663 Il-12.
Sulla base di questo aereo fu poi sviluppato L'Ilyushin Il-14.

## Versioni
Il-12
Modello di base.
Il-12A
Il-12 nelle condizioni di origine.
Il-12B
Versione modificata con l'adozione di un sistema di sghiacciamento migliorato, una ruota anteriore più grande e una piccola carenatura dorsale dello stabilizzatore.
Il-12D
Versione militare da trasporto per l'Aeronautica Militare sovietica.

## Utilizzatori

### Civili
Bulgaria
- TABSO

 Cecoslovacchia
- Czech Airlines

 Cina
- CAAC

 Polonia
- Polskie Linie Lotnicze LOT

 Romania
- TAROM

 Unione Sovietica
- Aeroflot

### Militari
Cina
- Zhōngguó Rénmín Jiěfàngjūn Kōngjūn

 Corea del Nord
- Chosŏn Inmin Kun Konggun

 Unione Sovietica
- Sovetskie Voenno-vozdušnye sily